# 別府湯けむりの丘ユースホステル
別府湯けむりの丘ユースホステル（べっぷゆけむりのおかユースホステル）は、日本ユースホステル協会に加盟している大分県のユースホステル。別府八湯の一つ鉄輪温泉の一角に立つ。

## 設備
- 個人や小グループに適している
- 団体の利用に適している
- グループで一室利用可
- 駐車場あり
- 駐輪場あり
- 洗濯機あり
- 乾燥機あり
- 周辺に温泉あり

## アクセス
- 日豊本線別府駅から亀の井バス「鉄輪」下車（16分）徒歩3分。

## 周辺施設
- 鉄輪温泉
- 明礬温泉
- 白池地獄
- 海地獄
- 坊主地獄